# Johann Anton Tillier (Ratsherr, 1569)
Johann Anton Tillier (III.) (* 6. Januar 1569 in Bern; † 26. Oktober 1634 ebenda) war ein Schweizer Politiker und entstammte der Berner Patrizierfamilie Tillier.
Er wurde 1596 Landvogt in Wangen an der Aare, 1604 Mitglied des bernischen Grossen Rates und 1606 Landvogt zu Lausanne. Tillier vermehrte das Stipendium seines Grossvaters Johann Anton Tillier (I.) um 3000 Pfund.